# Número natural
Um número natural é um número inteiro não negativo {\displaystyle \{0,1,2,3,\ldots \}.} Em alguns contextos, número natural é definido como um número inteiro positivo, sendo também o zero considerado como um número natural (mesmo não sendo positivo e sim nulo/neutro): {\displaystyle \{0,1,2,3,\ldots \}.}
O conjunto dos números naturais é, comumente, denotado pelo símbolo {\textstyle \mathbb {N} .} O símbolo {\displaystyle \mathbb {N} ^{*}} é usado para explicitar que o zero não está sendo incluso, i.e. {\displaystyle \mathbb {N} ^{*}=\mathbb {N} -\{0\}.}
Os usos mais comuns dos números naturais são a contagem, a ordenação e a codificação. Propriedades dos números naturais como, por exemplo, divisibilidade e a distribuição dos números primos, são estudadas na teoria dos números. Propriedades que dizem respeito a contagens e combinações são estudadas pela combinatória.
Uma construção do conjunto dos números naturais que não depende do conjunto dos números inteiros foi desenvolvida por Giuseppe Peano no século XIX e costuma ser chamada de Axiomática de Peano.

## Notação

Os números naturais podem ser usados para contar (uma maçã, duas maçãs, três maçãs...).

Os matemáticos usam {\displaystyle \mathbb {N} } para se referir ao conjunto de todos os números naturais. Este conjunto é infinito e contável por definição. Para declarar explicitamente que o zero foi excluído do conjunto, utiliza-se alguma notação mais específica. Exemplos:
{\displaystyle \mathbb {N} ^{*}=\mathbb {N} -\{0\}=\{x\in \mathbb {N} |x\neq 0\}=\{0\}_{\mathbb {N} }^{c}}
Nota: deve-se tomar o cuidado para não confundir 0 e {\displaystyle \{0\}}, pois 0 é o número zero, ao passo que {\displaystyle \{0\}} é o conjunto unitário cujo único elemento é o número zero.

## A origem dos números naturais
Os números naturais tiveram suas origens nas palavras utilizadas para a contagem de objetos, começando com o número dois, e daí por diante. Uma abstração seguinte foi identificar o número um.
O avanço seguinte na abstração foi o uso de numerais para representar os números. Isto permitiu o desenvolvimento de sistemas para o armazenamento de grandes números. Por exemplo, os babilônicos desenvolveram um sistema de atribuição de valor baseado essencialmente nos numerais de 1 a 10. Os egípcios antigos possuíam um sistema de numerais com hieróglifos distintos para 1, 10, e todas as potências de 10 até um milhão. Uma gravação em pedra encontrada em Karnak, datando de cerca de 1500 a.C. e atualmente no Louvre, em Paris, representa 276 como 2 centenas, 7 dezenas e 6 unidades; e uma representação similar para o número 4 622.
Um avanço muito posterior na abstração foi o desenvolvimento da ideia do zero como um número com seu próprio numeral. Um dígito zero tem sido utilizado como notação de posição desde cerca de 700 a.C. pelos babilônicos, porém ele nunca foi utilizado como elemento final. Os olmecas e a civilização maia utilizaram o zero como um número separado desde o século I a. C., aparentemente desenvolvido independentemente, porém seu uso não se difundiu na Mesoamérica. O conceito da forma como ele é utilizado atualmente se originou com o matemático indiano Brahmagupta em 628. Contudo, o zero foi utilizado como um número por todos os computus (calculadoras da Idade Média) começando com Dionísio, o Exíguo em 525, porém no geral nenhum numeral romano foi utilizado para escrevê-lo. Ao invés disto, a palavra latina para "nenhum", "nullae", foi empregada.
O primeiro estudo esquemático dos números como abstração (ou seja, como entidades abstratas) é comumente atribuído aos filósofos gregos Pitágoras e Arquimedes. Entretanto, estudos independentes também ocorreram por volta do mesmo período na Índia, China, e Mesoamérica.
No século XIX, uma definição do conjunto teórico dos números naturais foi desenvolvida. Com esta definição, era mais conveniente incluir o zero (correspondente ao conjunto vazio) como um número natural. Esta convenção é seguida pelos teorizadores de conjuntos, logicistas, e cientistas da computação. Outros matemáticos, principalmente os teorizadores dos números, comumente preferem seguir a tradição antiga e excluir o zero dos números naturais.
Uma construção consistente do Conjunto dos Números Naturais foi desenvolvida no século XIX por Giuseppe Peano. Essa construção, comumente chamada de Axiomas de Peano, é uma estrutura simples e elegante, servindo como um bom exemplo, de construção de conjuntos numéricos.

## Propriedades algébricas
{\displaystyle \forall a,b\in \mathbb {N} ,} valem as propriedades:
|                                   | adição                                              | multiplicação                                       |
| Fechamento ou Fecho:              | {\displaystyle (a+b)\in \mathbb {N} }               | {\displaystyle (a\cdot b)\in \mathbb {N} }          |
| Associatividade:                  | {\displaystyle a+(b+c)=(a+b)+c}                     | {\displaystyle a\cdot (b\cdot c)=(a\cdot b)\cdot c} |
| Comutatividade:                   | {\displaystyle a+b=b+a}                             | {\displaystyle a\cdot b=b\cdot a}                   |
| Existência de um elemento neutro: | {\displaystyle a+0=a}                               | {\displaystyle a\cdot 1=a}                          |
| Distributividade:                 | {\displaystyle a\cdot (b+c)=(a\cdot b)+(a\cdot c)}  | {\displaystyle a\cdot (b+c)=(a\cdot b)+(a\cdot c)}  |
| Nenhum divisor de zero:           | {\displaystyle a\cdot b=0\Rightarrow (a=0\lor b=0)} | {\displaystyle a\cdot b=0\Rightarrow (a=0\lor b=0)} |

### Infinidade
O conjunto de números naturais é um conjunto infinito. Esse tipo de infinito é, por definição, chamado infinito contável. Todos os conjuntos que podem ser colocados em uma relação bijetiva com os números naturais são considerados como tendo esse tipo de infinidade. Isso também é expresso dizendo que o número cardinal do conjunto é Aleph-zero (ℵ0).